# هادسن، کبک
هادسِن (به فرانسوی: Hudson) شهرکی در منطقه شهری وودروی-سولانژ ناحیه مونترژی در استان کبک کانادا است. در سرشماری سال ۲۰۱۱ این شهرک ۵٬۱۹۳ نفر جمعیت داشته‌است و مساحت آن ۲۱٫۶۲ کیلومتر مربع است.